# 松永博史
松永 博史（まつなが ひろし、1968年9月5日 - ）は、千葉県出身の元俳優。かつてはホリプロに所属していた。身長180cm。血液型A型。

## 来歴
1989年に俳優デビュー。その後様々なテレビドラマ・映画・舞台などで活躍していた。
2021年8月31日付で所属事務所のホリプロを退社し、芸能界を引退する。引退後は翌9月1日付で元プロ野球選手の城友博が代表取締役を務める「ジェイシップ株式会社」に入社し、同社の新事業の「芸能人のセカンドキャリアを支援する会」の責任者を務める。

## 人物
自宅ではヘラクレスオオカブトと一緒に晩酌をするのが楽しみ。
大鶴義丹とは遊び仲間であり、彼と同い歳で身長、体重も共に同じである。
息子は高校野球の強豪・関東第一高等学校の硬式野球部に所属し、後にプロ野球に進むオコエ瑠偉らと共に第97回全国高等学校野球選手権大会に出場している。高校卒業後は東海大学北海道キャンパスを経て、社会人野球のエイジェックでプレーを続けている。

## 出演

### テレビドラマ
NHK
- 帰ってきたロッカーのハナコさん（2003年）
- 祝女〜shukujo〜
- 紅白が生まれた日（2015年） - 倉田良平 役

NTV
- 火曜サスペンス劇場
  - 「監察医・室生亜季子 14 震える海」（1993年）
  - 「小京都ミステリー 9 出雲路天女伝説殺人事件」（1993年）
  - 「小京都ミステリー 29 郡上おどり殺人事件」（2001年）
  - 「検事霞夕子 22」（2004年）
- あの日に戻りたい
- 彼女が死んじゃった（2004年）
- ホタルノヒカリ（2007年7月 - 9月） - 山口隆俊 役
- 日本史サスペンス劇場（再現ドラマ） - 大野治長 役
- LOVE GAME（2009年）
- 離婚シンドローム（2010年）
- 先に生まれただけの僕（2017年） - 吉崎直也 役

TBS
- スクールウォーズ2（1990年）
- デパート!夏物語（1991年）
- 熱い胸さわぎ
- いつか好きだと言って（1993年）
- 月曜ドラマスペシャル→月曜ミステリー劇場→月曜ゴールデン
  - 「徳田刑事シリーズ2追跡のオホーツク」（1994年）
  - 「死都物語」（1997年）
  - 「ブライダルコーディネーターの事件簿2」（1998年）
  - 「カードGメン・小早川茜1〜」（2000年〜） - 萩原慎二 役[4]
  - 「門脇葬儀店」（2000年）
  - 「女金融道シリーズ2」（2005年）
  - 「狩矢警部シリーズ京都華道家元殺人事件」（2005年10月24日）
  - 「狩矢警部シリーズ2京都弓道殺人事件」（2006年）
  - 「捜し屋★諸星光介が走る!②〜」（2005年〜） - 高原正人 役
  - 「駅弁刑事・神保徳之助」（2007年） - 勝俣彬 役
  - 「財務調査官・雨宮瑠璃子（5）」（2009年）
- ママまっしぐら!1・2・3（2000年〜2002年）
- 赤い運命2005（2005年）
- 中居正広のキンスマ！波瀾万丈スペシャル（2006年12月29日） - 新庄剛志 役
- 半沢直樹（2013年） - 寺内健太郎 役

CBC
- 放置自転車

フジテレビ
- 世にも奇妙な物語『だれかに似た人』（1990年）
- いつも誰かに恋してるッ（1990年）
- 東京ラブストーリー（1991年）
- しあわせの決断（1992年）
- 金曜エンタテイメント→金曜プレステージ
  - 「赤い霊柩車シリーズ」（1996年〜） - 橋口刑事 役
  - 「京都女優シリーズ（4）妖しの清少納言殺人事件」（2002年）
  - 「新・京都祇園芸妓シリーズ（1）都おどり殺人事件」（2003年）
  - 「新・京都祇園芸妓シリーズ（2）京都百人一首殺人事件」（2004年）
  - 「外科医 鳩村周五郎1」（2004年） - 百瀬刑事 役
  - 「京都花嫁衣装殺人事件」（2008年）
  - 「山村美紗サスペンス 黒の滑走路〜禁じられた一族〜」（2012年） - 桐山一輝 役
- DEAD END
- 太閤記 サルと呼ばれた男（2003年）
- 東京ミチカ（2004年）
- カプセル（2006年）
- 最後の依頼人（1997年）

東海テレビ
- 魅せられて（1994年）
- その時がきた（1997年）
- 幸福の明日（2000年）
- 愛しき者へ（2003年） - 青山良平 役
- 緋の十字架（2005年）

関西テレビ
- 逃亡弁護士 episode4 （2010年） - 浅沼孝史 役

テレビ朝日
- 土曜ワイド劇場
  - 「私を抱いて!レインボーブリッジに佇む女!!」（1994年）
  - 「7人のOLが行く!」（1994年）
  - 「俺たちの世直し強盗」（1997年）
  - 「美人エステティシャン殺し」（1997年）
  - 「おばはん刑事!流石姫子1〜9」（1998年〜2006年） - 鴨下英樹 役
  - 「グルメ奥様とハイミス刑事の推理対決2」（1998年）
  - 「ラーメン刑事「龍」の殺人推理」（2000年）
  - 「変装婦警の殺人事件簿」（2000年）
  - 「古都金沢・花の殺意」（2001年）
  - 「温泉若おかみの殺人推理」（2002年）
  - 「火災調査官・紅蓮次郎2」（2003年）
  - 「新船長の航海事件日誌」（2006年7月8日）
  - 「温泉若おかみの殺人推理（21）」（2009年）
  - 「森村誠一の終着駅シリーズ　終着駅の牛尾刑事VS事件記者冴子〜灯」（2009年）
  - 「デパート仕掛け人!天王寺珠美の殺人推理4」（2010年10月16日、テレビ朝日） - 橋本克明 役
  - 「炎の警備隊長・五十嵐杜夫9」（2011年7月9日） - 高橋公彦 役
  - 「人類学者・岬久美子の殺人鑑定2」（2011年8月6日） - 堀江脩治 役
  - 「西村京太郎トラベルミステリー57」（2012年1月28日） - 柴田 役
  - 「事件」 第15作（2012年5月12日） - 宗像（刑事）役
  - 「犯罪心理学教授・兼坂守の捜査ファイル2」（2015年7月11日） - 宮城春樹 役
  - 「ゴーストライターの殺人取材2」（2015年11月14日） - 楠本隆司（編集長） 役
- オヤジ探偵1・2（2001年、2002年） - 田村淀五郎 役
- 異議あり!女弁護士大岡法江（2004年）
- 南くんの恋人（2004年）
- スカイハイ（2003年）
- 京都地検の女 第2〜4シリーズ（2005年〜2007年） - 堀川正太 役
- 富豪刑事デラックス（2006年）
- モップガール（2007年）
- 警視庁捜査一課9係Season3 第5話（2008年） - 黒木 役
- 7人の女弁護士 第2シリーズ第9話（2008年） - 検事 役
- 仮面ライダードライブ（2015年2月1日、8日） - 甘城秀 役
- 人間の証明（2017年） - 草場刑事 役

テレビ東京
- ローズマリーの赤ちゃん（1993年）
- バースディ〜こちら椿産婦人科（1999年）
- 女と愛とミステリー
  - 「事件記者 浦上伸介2」（2002年） - 堀岡隆史 役
- 女と愛とミステリー「京都新婚旅行殺人事件」（2002年）
- ファンタズマ〜呪いの館〜（2004年）
- 熱血刑事・吉永誠一（2004年）
- 超星艦隊セイザーX（2005年） - シャーク隊長 / シャークセイザー 役
- 銀座高級クラブママ・青山ゆみき（2006年）
- おはスタ「きらレボ＋（プラス）」 - きらりの父親・月島天 役
- ウォーキン☆バタフライ（2008年）
- 水曜ミステリー9「女かけこみ寺 刑事・大石水穂2」（2009年7月15日） ‐ 車田研吾 役
- 刑事吉永誠一 涙の事件簿 最終話（2013年） - 西野明彦 役

CS
- ハイパーボッツ - ソーラ・ダンプ役（声優として出演）

### 映画
- 愛の新世界（1994年）
- 武闘派刑事II〜HEART・CRASH〜
- 嗚呼!!花の応援団
- 女賭博師・花吹雪お涼
- THE JUON/呪怨（2004年） - 五十嵐陽介刑事 役
- タナカヒロシのすべて
- 渋谷物語
- 極道の妻たち5
- 劇場版 超星艦隊セイザーX 戦え!星の戦士たち（2005年） - シャーク隊長 役
- マリと子犬の物語
- おかえり、はやぶさ
- HK 変態仮面（2013年）

### CM
- タカラ「闘神伝2」 PlayStation
- 日清食品「袋麺」
- 北陸セルラー電話「cdmaOne」
- エステティック「ラ・パルレ」
- ジャパンエナジー「JOMO CARD」
- 富士重工業「フォレスター」

### 舞台
- 「紙のドレスを燃やす夜〜香港大夜総会〜」
- 「心は孤独なアトム」シアターアップル
- 「エディット・ピアス」天王洲 銀河劇場

### テレビアニメ
- 最強武将伝 三国演義（2010年、テレビ東京） - 関羽の声

### ゲーム
- タカラ「闘神伝2」 PlayStation （オープニングムービー）
- スクウェア「アナザー・マインド」 PlayStation - 猿渡純 役
- テクモ「相棒DS」 Nintendo DS
ドラマモード Episode 1 「残照」 - 三沢玲一 役

### ビデオ
- 「夢犯〜Killing Angel〜」（1996年）
- 「河原崎家の一族」 主演（1996年）